# Клер Тревор
Клер Вемлінґер (англ. Claire Wemlinger) Тревор (англ. Claire Trevor; нар. 8 березня 1910, Бруклін — пом. 8 квітня 2000, Ньюпорт-Біч) — американська акторка театру, кіно та телебачення, «королева фільмів нуар», володарка премії «Оскар» 1948 року.

## Життєпис

### Кар'єра
Народилася в Брукліні 8 березня 1910 в родині кравця. Її предками були вихідці з Ірландії і Франції. 
Наприкінці 1920-х, після закінчення Американської академії драматичних мистецтв, почала театральну кар'єру. Перших успіхів досягла в 1932 на Бродвеї, роком пізніше дебютувала в кіно. У наступні 5 років Клер Тревор знялася в 30 фільмах, в основному в головних ролях. У 1937 зіграла з Гамфрі Богартом у фільмі «Глухий кут», ця робота була відзначена номінацією на «Оскар».
З кінця 1930-х Тревор часто знімалася з Джоном Вейном у вестернах, серед яких «Диліжанс» (1939), що став класикою жанру, «Повстання Аллегені» (1939) і «Чорна команда» (1940). Іншими знаменитими її роботами того часу є місіс Грейл в «Це вбивство, моя люба» (1944), з Діком Пауеллом, і Гелен в «Народженому вбивати» (1947).
У 1949 Клер Тревор стала володаркою премії «Оскар» як «найкраща акторка другого плану» у фільмі «Кі-Ларго». Численні ролі «поганих дівчат» в трилерах і вестернах закріпили за нею прізвисько «Королева фільмів нуар». Акторка ще раз стала номінанткою «Оскара» в 1954 за роль у фільмі «Великий і могутній».
У 1957 Клер Тревор отримала «Еммі» за головну роль у телесеріалі «Дедсворт». Надалі вона продовжувала періодично зніматися в кіно, в той же час з'являлася на телебаченні і в театрі. В цей час вже не грала «бандиток», обмежуючись ролями жінок середніх років і матерів. Останній раз в кіно Тревор з'явилася в 1982 у фільмі «Поцілуй мене на прощання». У 1998 вона з'явилася як гостя на 70-й церемонії вручення премії «Оскар».
За внесок у кіноіндустрію Клер Тревор удостоєна зірки на Голлівудській алеї слави в Лос-Анджелесі. Школа мистецтв при філії Каліфорнійського університету в Ірвайні, якій акторка присвятила багато свого часу, була названа після її смерті на її честь.

## Особисте життя
У 1938 Клер Тревор одружилася з продюсером Кларком Ендрюсом, через 4 роки розлучилася. У 1943 одружилася з Силосом Вільямом Денсмором, народила сина Чарльза, у 1947 розлучилася. Рік по тому пошлюбила продюсера Мілтона Бріна і переїхала жити до Каліфорнії в Ньюпорт-Біч. У 1978 в авіакатастрофі загинув її син Чарльз, а в наступному помер від пухлини мозку чоловік.
Клер Тревор померла в каліфорнійському місті Ньюпорт-Біч 8 квітня 2000 від дихальної недостатності у віці 90 років. Вона була кремована, а її прах розвіяний в океані.

## Фільмографія
- 1933: Божевільна гра / (The Mad Game) — Джейн Лі
- 1939: Диліжанс / (Stagecoach) — Даллас
- 1943: Хай щастить, містер Єйтс / (Good luck, Mr, Yates) — Рут Джонс
- 1953: Незнайомець з револьвером / (The Stranger Wore a Gun) — Джозі Салліван
- 1956: Гора / (The Mountain) — Марія
- 1965: Як вбити свою дружину / (How to Murder Your Wife) — Една Лемпсон